# Limbo foliar

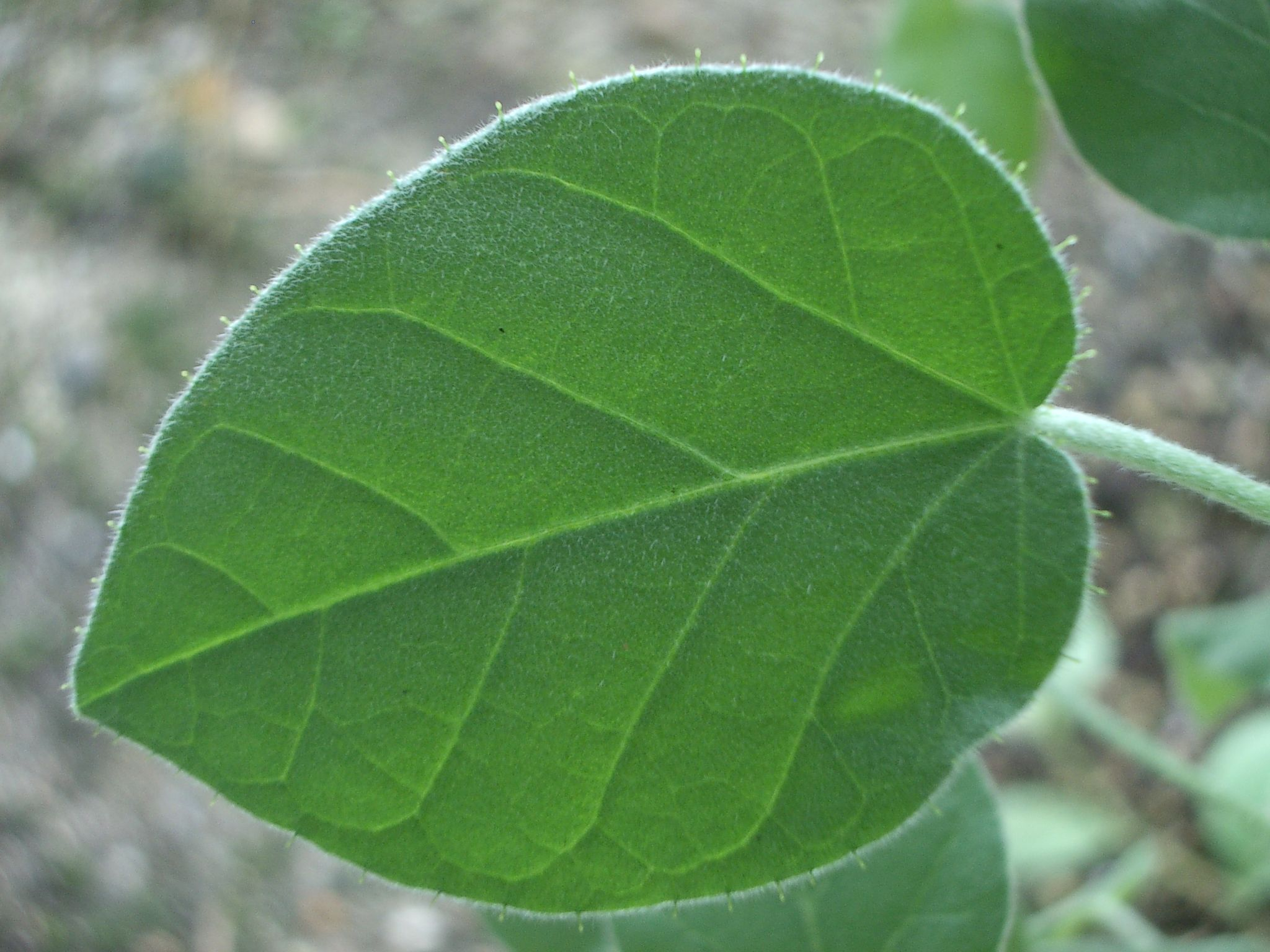
Zona laminar o limbo de una hoja.

En botánica se llama limbo foliar a la lámina que comúnmente forma parte de la anatomía de una hoja. La cara superior se llama haz (compárese con la palabra faz, que tiene la misma etimología) y la inferior envés. Cuando ambas caras son del mismo color la hoja se llama concolora; cuando son de distinto color (generalmente la adaxial es de color verde más oscuro) se llama discolora.
El limbo puede ser entero, en cuyo caso se dice de la hoja que es simple, o dividido en foliolos, lo que hace a la hoja compuesta. Varios caracteres distintivos, que se usan en la descripción y reconocimiento de las especies botánicas, aparecen asociados al limbo: los más destacados son la nerviación, el color y el tricoma, que pueden ser diferentes en haz y envés, y la forma del borde.
En las gramíneas el limbo foliar recibe el nombre de lámina.